# Wagensteigtal-Höllental
Das Landschaftsschutzgebiet Wagensteigtal-Höllental ist ein mit Verordnung der Unteren Naturschutzbehörde beim Landratsamt Breisgau-Hochschwarzwald vom 6. Oktober 1975 ausgewiesenes Landschaftsschutzgebiet (LSG-Nummer 3.15.005).

## Lage und Beschreibung
Das 2911,7515 Hektar große Landschaftsschutzgebiet liegt im südöstlichen Schwarzwald. Die Gemeinde Buchenbach liegt mitten im Landschaftsschutzgebiet. Das Gebiet gehört zu den Naturräumen Südöstlicher Schwarzwald und Hochschwarzwald.
Laut Steckbrief handelt es sich um eine abwechslungsreiche typische Schwarzwaldlandschaft mit Durchbruchsschlucht des Rotbachs; Quellbach der Dreisam.
Das Landschaftsschutzgebiet hat Anteile am FFH-Gebiet Hochschwarzwald um Hinterzarten und am Vogelschutzgebiet Mittlerer Schwarzwald. Der Wagensteigbach fließt im Landschaftsschutzgebiet und das Geotop Hirschsprungfelsen liegt im Süden des Schutzgebiets.

## Schutzzweck
Wesentlicher Schutzzweck ist
- Die Erhaltung der abwechslungsreichen typischen Schwarzwaldlandschaft.[3]